# Sisu Pasi
Sisu Pasi ist eine Serie von sechsrädrigen (6×6), allradgetriebenen, amphibischen Transportpanzern des finnischen Fahrzeugherstellers Sisu Auto. Die Zusatzbezeichnung „Pasi“ leitet sich von „Panssari Sisu“ ab, was auf Deutsch „gepanzerter Sisu“ bedeutet.

## Beschreibung
Die ersten Fahrzeuge wurden 1983 hergestellt. Die Serienproduktion lief im Jahr 1984 an. Das Design ähnelt dem vieler westlicher Transportpanzer, wie dem französischen VAB oder dem deutschen Fuchs. Die Sisu-XA-Serie wurde von der finnischen Armee als Ersatz für die sowjetischen BTR-60PB-Radpanzer eingeführt. Die Versionen XA-180 und XA-185 sind amphibisch. Die Bewaffnung ist vielfältig und versionsabhängig unterschiedlich. Es kann beispielsweise ein mit verschiedenen Typen von Maschinenkanonen und Maschinengewehren ausrüstbarer Turm auf die Fahrzeugwanne montiert werden. Der Sisu Pasi hat sich in diversen Einsätzen wie beispielsweise bei den Friedenstruppen der Vereinten Nationen bewährt. Die Produktion wurde eingestellt; er wird vom moderneren Patria AMV ersetzt.

## Versionen
- Sisu XA-180: Urversion
- Sisu XA-185: Verbesserte Version des XA-180, in dem 2 + 18 Personen Platz haben. Diese Version ist mit einem stärkeren Motor und einem verbesserten Getriebe ausgestattet.
- Sisu XA-186: Weiter verbesserte Version mit Zusatzpanzerung. Das Gesamtgewicht erhöht sich auf 19.000 kg.
- Sisu XA-188: Weiter verbesserte Version mit stärkerem Minenschutz auf der Rumpfunterseite und zusätzlicher Schottpanzerung (Verbundpanzerung), die verschraubt ist. Sie bietet Schutz gegen panzerbrechende Munition bis zum Kal.14,5 mm. Das Gesamtgewicht beträgt 23.000 kg. Antrieb durch „Valmet 612“ DWBIC-Turbodiesel (6 Zylinder und 7,4 Liter Hubraum) mit 202 kW (275 PS) und 95 km/h Höchstgeschwindigkeit[1]
- Sisu XA-200: Die XA-200-Serie unterscheidet sich äußerlich kaum von den älteren Versionen. Die Panzerung ist zwar stärker, jedoch büßte die 200er-Serie ihre Amphibienfähigkeit ein. Dafür ist das Durchfahren von bis zu 1,5 Meter tiefem Wasser problemlos möglich. Die verbesserte Panzerung schützt die Insassen gegen Beschuss durch Kaliber 14,5 x 114 mm. Die stärkere Panzerung wurde notwendig, nachdem festgestellt wurde, dass Munition des Kalibers 7,62 × 54 mm R den Panzerschutz der XA-180- und XA-185-Serie durchschlagen konnte. Zudem wurden Nachtsichtgeräte und ein Periskop eingebaut.
- Sisu XA-203: Neueste Version der XA-Serie mit weiteren Detailverbesserungen

Auf Basis dieser Fahrzeugvarianten sind mehrere Aufbauten möglich, so gibt es beispielsweise einen Flugabwehrpanzer auf Basis des XA-181 mit dem Crotale-Flugabwehrraketensystem von Thomson-CSF oder eine Variante, die mit einem 120-mm-Mörser ausgestattet ist.

## Kampfeinsätze
Der Sisu Pasi wird von der Ukraine im Russisch-Ukrainischen Krieg eingesetzt. Laut dem Oryx-Blog gingen mit Stand Juni 2025 mindestens 17 Fahrzeuge der Version XA-185 verloren.

## Verwendung

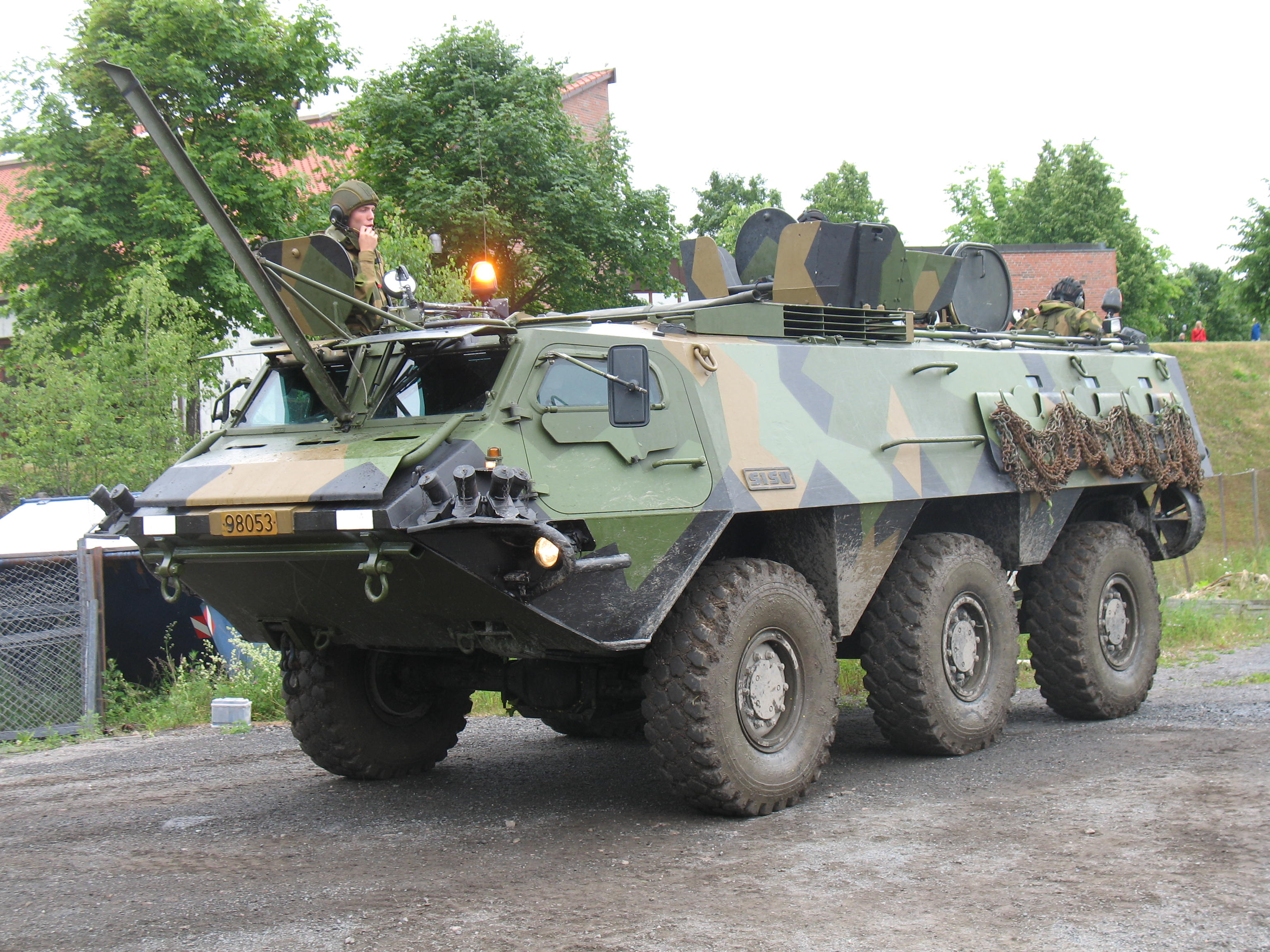
Norwegischer Sisu XA-185 mit Wire catcher

- Dänemark: 11 für UN-Einsätze geleast.[3]
- Estland: 60 ex-Finnland + 81 von den Niederlanden[4]
- Finnland: 425 XA-180/185 + 148 XA-200
- Ghana: für Einsätze im Rahmen der Vereinten Nationen
- Irland
- Niederlande: 90
- Norwegen: 80 beim Den Norske Hær
- Österreich: Österreichisches Bundesheer; in den 1980ern wurden mehrere XA-180 für Einsätze im Rahmen der UNDOF Ausbatt angeschafft.[5]
- Schweden: 200
- Ukraine: unbekannte Anzahl XA-180 aus finnischen Beständen (September 2022)[6]